# Why Can't You Behave?
〈Why Can't You Behave?〉는 1948년 콜 포터가 자신의 뮤지컬 키스 미, 케이트에서 리사 커크가 부르도록 만든 가요이다. 캐릭터인 로이스 레인이 남자친구인 빌에게 불러주는 노래이다. 1953년 영화 버전에서는 앤 밀러가 불렀다.

## 유명한 녹음 버전
- 1948년 프랭크 시나트라 - 1948년 12월 15일 필 무어 포와 함께 녹음[1]
- 1949년 빙 크로스비 - 1949년 1월 4일 빅 쇼언과 그의 오케스트라와 함께 데카 레코드에서 녹음[2]